# راننده تاکسی (مجموعه تلویزیونی)
راننده تاکسی یک تله‌تئاتر تلویزیونی محصول سال ۱۳۷۳ به کارگردانی رسول نجفیان، نویسندگی و تهیه‌کنندگی  می‌باشد که از از برنامه «سیمای خانواده» شبکه یک پخش شد.

## بازیگران
- فریده سپاه‌منصور[۱]
- محمد ابهری